# Maratona d’Europa
Die Maratona d’Europa ist ein Marathon zwischen Gradisca d’Isonzo und Triest, der seit 2000 stattfindet. Er ging aus der Bavisela hervor, einem Volkslauf von 7 km ohne Wettkampfcharakter, der seit 1994 zwischen dem Schloss Miramare und Triest ausgetragen wird und 1996 durch den Halbmarathon Maratonina europea dei due castelli zwischen Duino-Aurisina und Triest ergänzt wurde.

## Strecke
Der Marathon beginnt in Gradisca, führt zunächst über Sagrado, Fogliano Redipuglia und Ronchi dei Legionari nach Monfalcone und folgt dann der Adriaküste über Duino-Aurisina ins Zentrum von Triest, wo sich das Ziel auf der Piazza dell’Unità d’Italia befindet. Die Strecke hat auf der ersten Hälfte ein Gefälle von ca. 30 Höhenmetern, während auf der zweiten Hälfte ca. 100 Höhenmeter bergauf und bergab zu bewältigen sind.

## Statistik

### Streckenrekorde
- Männer: 2:10:48 h, Migidio Bourifa (ITA), 2005
- Frauen: 2:29:00 h, Franca Fiacconi (ITA), 2002

### Siegerliste
| Datum       | Männer                     | Nation    | Zeit    | Frauen                   | Nation    | Zeit    |
| ----------- | -------------------------- | --------- | ------- | ------------------------ | --------- | ------- |
| 2. Mai 2010 | Adem Zekerija              | Äthiopien | 2:24:05 | Marija Vrajić            | Kroatien  | 2:57:20 |
| 3. Mai 2009 | Justus Kipchirchir Kiprono | Kenia     | 2:14:48 | Nadir Sabino de Siqueira | Brasilien | 2:47:02 |
| 4. Mai 2008 | Wilson Chelal Cheruiyot    | Kenia     | 2:10:57 | Daniela Vassalli         | Italien   | 2:50:51 |
| 6. Mai 2007 | Ottaviano Andriani         | Italien   | 2:10:57 | Anne Jepkemboi Kosgei    | Kenia     | 2:33:14 |
| 7. Mai 2006 | Ben Chebet Kipruto         | Kenia     | 2:16:22 | Maria Cocchetti -2-      | Italien   | 2:42:17 |
| 8. Mai 2005 | Migidio Bourifa            | Italien   | 2:10:48 | Rosita Rota Gelpi        | Italien   | 2:39:28 |
| 2. Mai 2004 | Philip Tanui               | Kenia     | 2:12:33 | Faustina María           | Spanien   | 2:40:41 |
| 4. Mai 2003 | Ibrahim Mitei Kipkurui     | Kenia     | 2:11:26 | Maria Cocchetti          | Italien   | 2:33:50 |
| 5. Mai 2002 | Henry Kosgei Cherono       | Kenia     | 2:11:38 | Franca Fiacconi -2-      | Italien   | 2:29:00 |
| 6. Mai 2001 | Roberto Barbi              | Italien   | 2:11:19 | Franca Fiacconi          | Italien   | 2:29:58 |
| 7. Mai 2000 | Michael Kite               | Kenia     | 2:13:22 | Iryna Skljarenko         | Ukraine   | 2:44:33 |

### Entwicklung der Finisherzahlen
| Jahr | Marathon | davon Frauen | Halbmarathon | davon Frauen |
| ---- | -------- | ------------ | ------------ | ------------ |
| 2010 | 614      | 091          | 1869         | 458          |
| 2009 | 548      | 077          | 1785         | 465          |
| 2008 | 661      | 067          | 1790         | 424          |
| 2007 | 664      | 101          | 1717         | 361          |
| 2006 | 287      | 029          | 1473         | 310          |
| 2005 | 351      | 043          | 1439         | 281          |
| 2004 | 322      | 026          | 1285         | 230          |